# Natalia Lisovskaya
Natalya Venediktovna Lisovskaya, Ruso: Наталья Венедиктовна Лисовская (Alegazy, 16 de julio de 1962) es una exatleta soviética y plusmarquista mundial de lanzamiento de peso desde el 7 de julio de 1987 con una marca de 22,63 metros. Su récord siempre ha estado envuelto en polémica puesto que a   nunca se le hizo control de dopaje alguno o que su marca supere 1,17 metros la mejor marca existente. La anterior poseedora del récord fue Ilona Slupianek.